# Macrorhamphosodes uradoi
Macrorhamphosodes uradoi är en fiskart som först beskrevs av Toshiji Kamohara 1933.  Macrorhamphosodes uradoi ingår i släktet Macrorhamphosodes och familjen Triacanthodidae. Inga underarter finns listade i Catalogue of Life.